# Старцев Йосип Дмитрович
 Старцев (Старченко) Йосип Дмитрович (друга половина XVII ст. — початок XVIII ст.) — російський та український архітектор. Будівничий, що створив кам'яний Богоявленський собор у Братському монастирі (подвір'я Києво-Могилянської академії).

## Життєпис

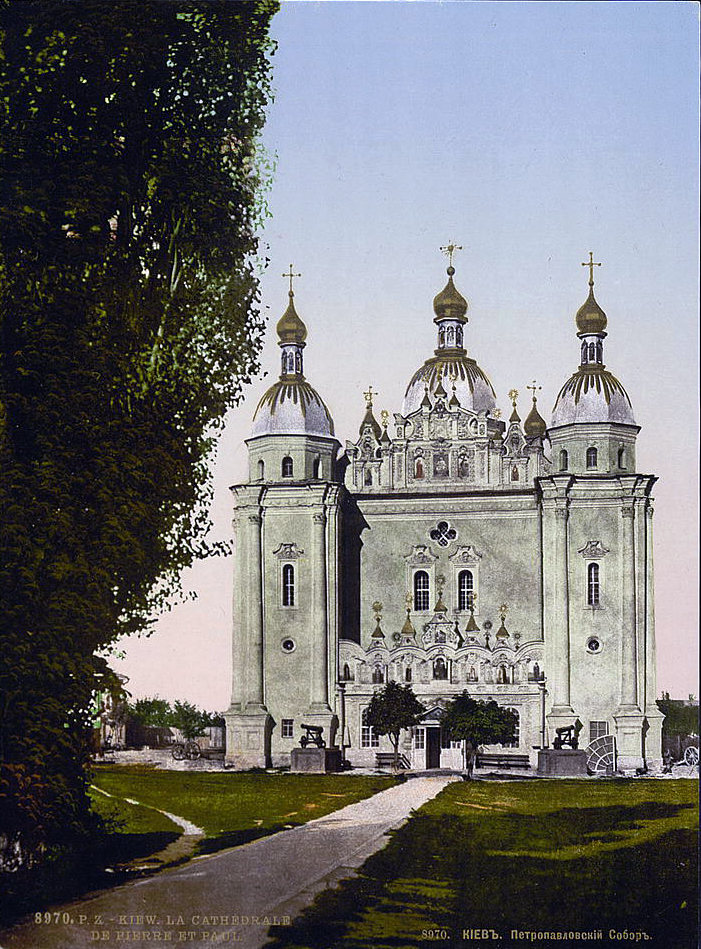
Військовий Микільський собор, зруйнований більшовиками в 1935 році.

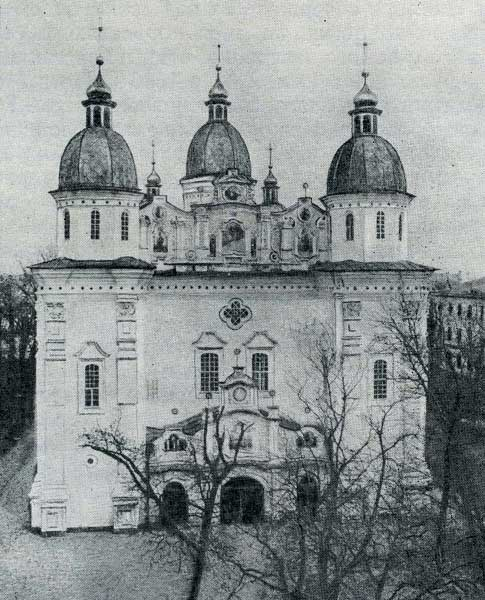
Богоявленський собор Братського монастиря, зруйнований більшовиками у 1930-і рр.

Життєпис майстра залишається невідомим, а канва біографії простежується лише по записам церковних громад на замови по будівництву.
- 1676 р. — кошторис на створення черепичного даху для Казенного двору Кремля у Москві (перша звістка в документах про будівничого).
- 1677—1678 рр. — разом з батьком ремонтує храм Спаса, переробляє склепіння та сходинки у Малоросійському та Посольському приказах (тодішніх міністерствах Московії).
- 1681 р. — перебудова Теремних церков у Кремлі, що набули сучасного вигляду.
- 1683—1685 рр. — добудови трапезної Симонова монастиря у Москві (співпраця з Парфеном Потаповим).

- 1690—1693 рр. — відрядження у Київ. Керує будівництвом собору Микільського монастиря, перебудовою розібраного дерев'яного Богоявленського собору на кам'яний у Братському монастирі (подвір'я Києво-Могилянської академії).
- 1693 р. перебування у місті Смоленськ. Почав спорудження собору Вознесенського монастиря (1693—1704, роботи закінчені М. Калініним та К. Мимриним). Будівля добре збережена до нашого часу.
- Кінець 1690-х рр. — перебудови Посольського та Малоросійського приказів.
- 1702—1709 рр. — керівник забудови міста Таганрог до його передачі Туреччині. Ратуша, собор Св. Трійці, палац Петра І, міська забудова — усе зруйноване наприкінці 1712 р.
- 1711 р. — виконроб на будівництві палат купця Шустова.
- 1712 р. — завершення будівництва церкви Св. Ніколи на Болвановці.
- 1714 р. — приймає постриг та стає ченцем одного з московських монастирів.

## Галерея

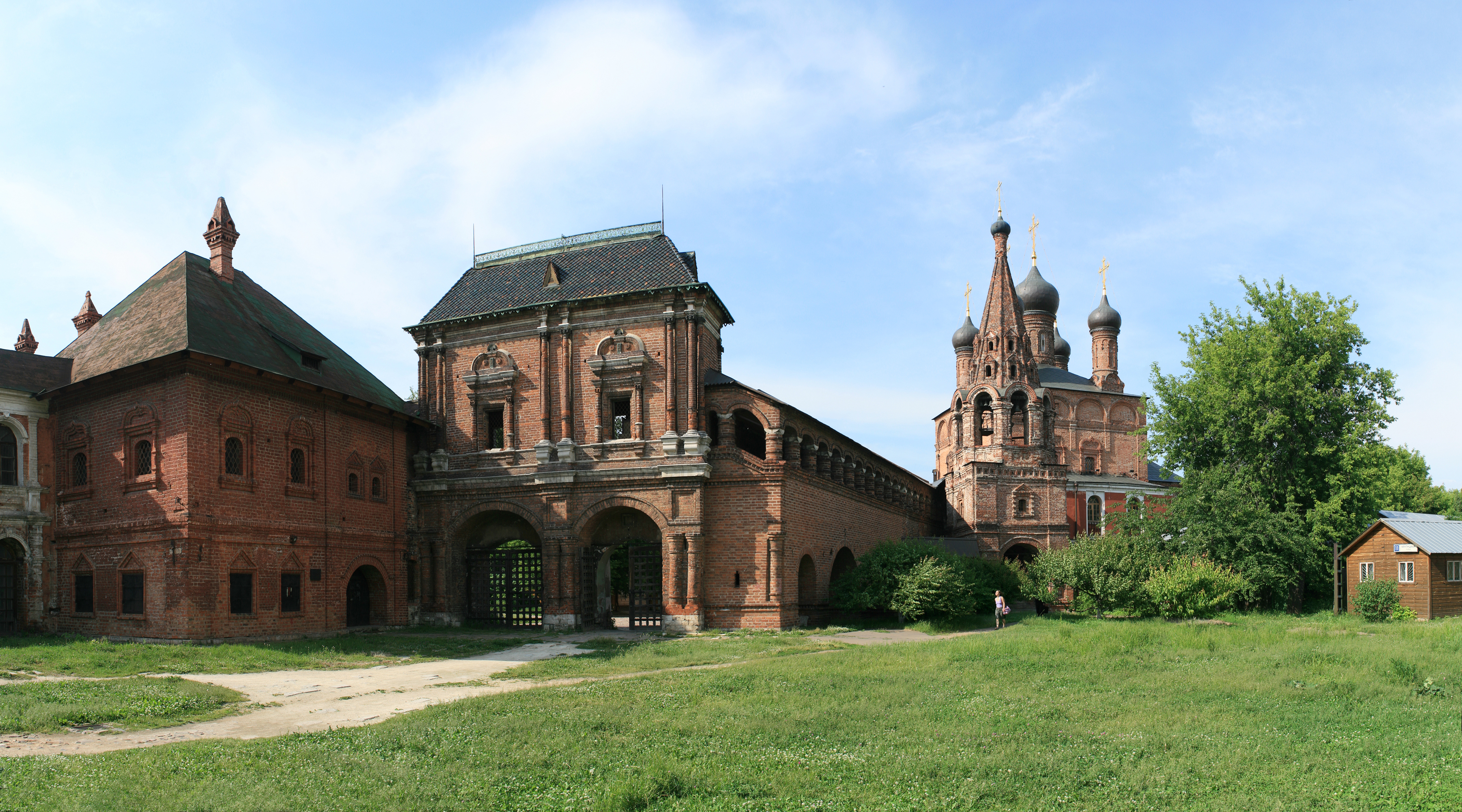
Крутиці в Москві
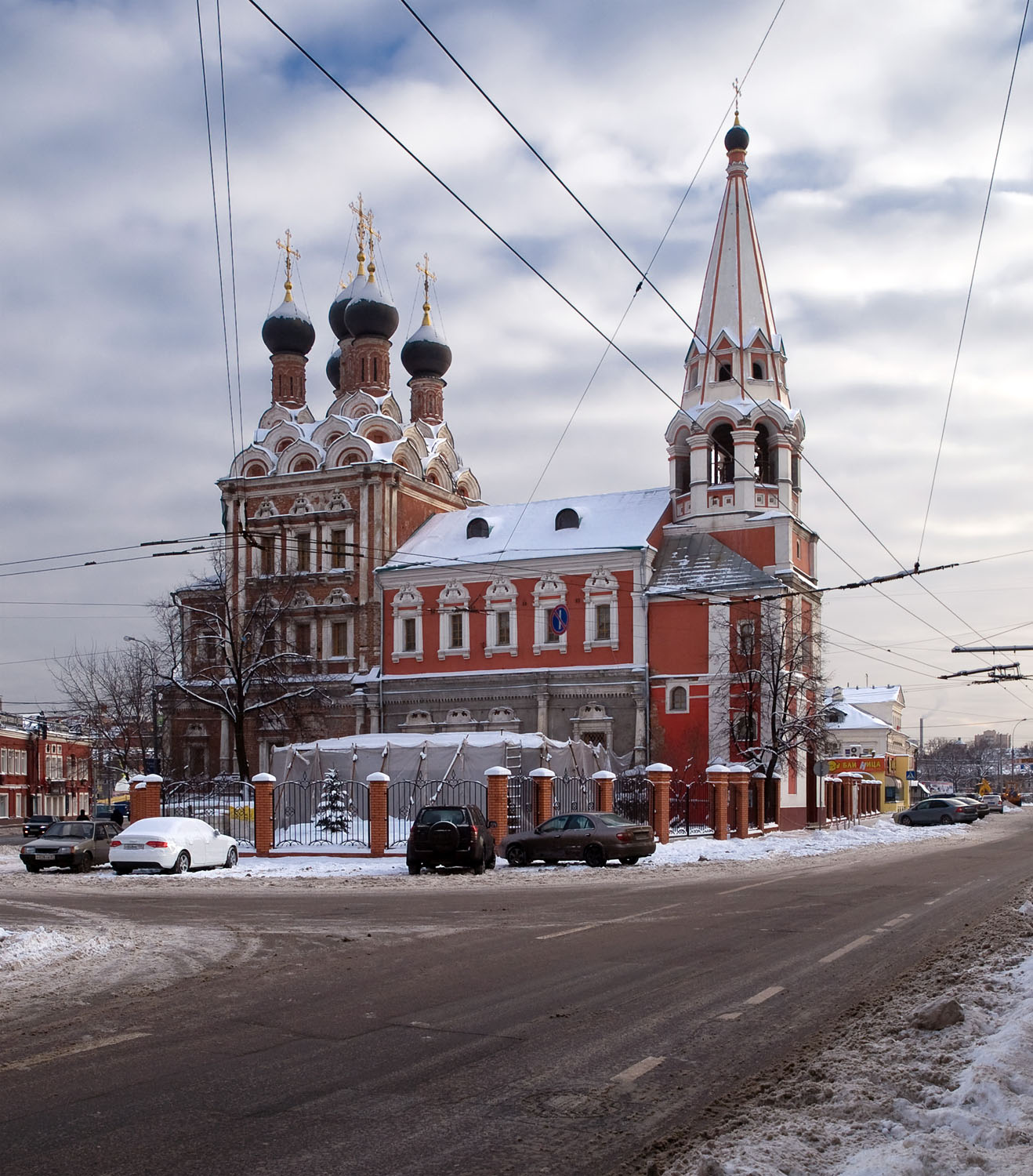
Церква Св. Миколи на Болванівці
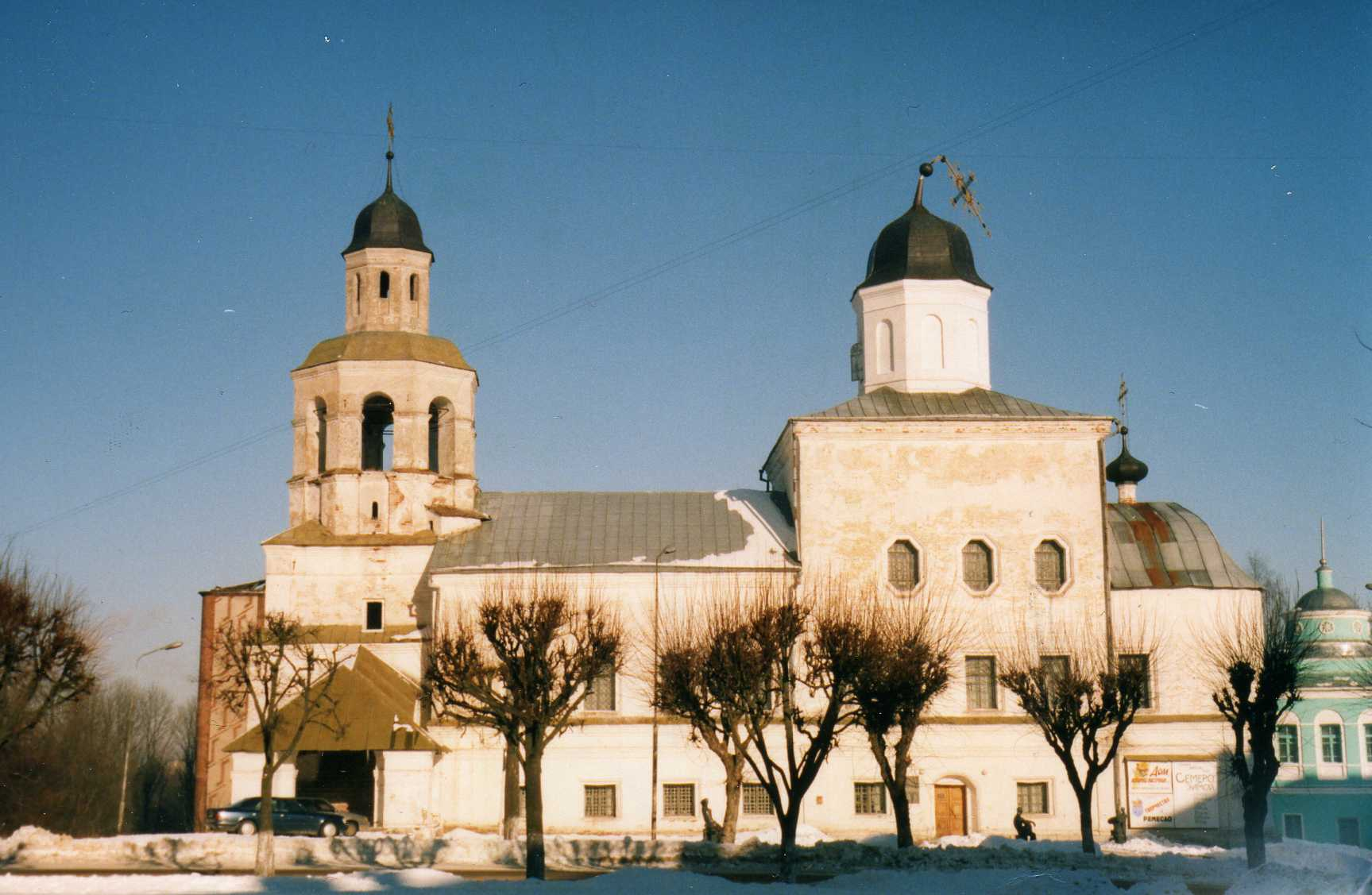
Собор Смоленського Вознесенського монастиря, закладений Старцевим.